# Reinhard Rohde
Reinhard Rohde (geboren 1956) ist ein deutscher Politikwissenschaftler, Dozent an der Volkshochschule der Stadt Celle und Autor zum „Nationalsozialismus, zu Flucht und Vertreibung und zur Erinnerungskultur“.

## Leben
Rohde studierte die Fächer Politikwissenschaft, Germanistik und Geschichtswissenschaft an den Universitäten in Freiburg und in Hannover.
Er arbeitete als Dozent an der VHS Celle. Daneben engagiert er sich im Verein zur Förderung politischer Literatur e.V., der eine Webseite zum Thema Celle im Nationalsozialismus betreibt.

## Schriften (Auswahl)
- Das Celler Waisenhaus. Zur Geschichte einer 300 Jahre alten Stiftung ( = Schriftenreihe des Stadtarchivs Celle und des Bomann-Museums, Heft 24), Veröffentlichung im Hinblick auf das 300jährige Jubiläum des Celler Waisenhauses, Celle: Stadt Celle, 1994, ISBN 978-3-925902-17-8 und ISBN 3-925902-17-1
- mit Rainer Schulze, Rainer Voss: Fremde Heimat Niedersachsen. Begleitheft zur Ausstellung „50 Jahre Flüchtlinge und Vertriebene in Stadt und Landkreis Celle“ im Bomann-Museum Celle vom 20. März bis 29. August 1999, ( = Quellen und Darstellungen zur Geschichte des Landkreises Celle, Heft 3), 1. Auflage, Celle: Kreisarchiv; Celle: Museumsverein, 1999, ISBN 978-3-9805636-2-8 und ISBN 3-9805636-2-6.
- Reinhard Rohde (Red.), Heidrun Uta Ehrhardt et al.: Um-Brüche. Celler Lebensgeschichten ( = Celler Hefte, Hefte 5/6), Celle: RWLE-Möller-Stiftung, 2010; Inhaltsverzeichnis
- mit Tim Wegener: Celle im Nationalsozialismus. Ein zeitgeschichtlicher Stadtführer  ( = Kleine Schriften zur Celler Stadtgeschichte, Bd. 13), Bielefeld: Verlag für Regionalgeschichte, 2012, ISBN 978-3-89534-883-9; Inhaltsverzeichnis
- mit Tim Wegener: „... melde ich mich hiermit als von den Nazis Geschädigter ...“ Frühe Berichte von der Verfolgung in Celle ( = Celler Beiträge zur Landes- und Kulturgeschichte, Bd. 45), Teil der Anne-Frank-Shoah-Bibliothek, Gütersloh: Verlag für Regionalgeschichte, 2015, ISBN 978-3-89534-980-5; Inhaltsverzeichnis und Inhaltstext